# Cabo Farewell
O cabo Farewell é um cabo no extremo norte da Ilha Sul da Nova Zelândia. Fica a oeste da Farewell Spit. Descoberto por Abel Tasman, recebeu o seu nome dado pelo explorador britânico James Cook em 1770, tendo sido o último ponto de terra neozelandesa vista pela sua tripulação aquando da viagem de regresso a casa.
É um dos cabos principais da Nova Zelândia mas é pouco visitado devido à localização remota. A rota "Clifftop walk" (2-3 horas em cada sentido ao longo das falésias) permite observar o cabo e a Farewell Spit, com vistas esplêndidas sobre o mar de Tasman por um lado, de dunas de areia a noroeste aos penhascos e paisagens rochosas a este. 
As rochas do cabo e região circundante são compostas por arenitos e quartzo do Cretáceo tardio. A erosão das rochas por ação do mar e a presença de correntes cria a Farewell Spit a leste.

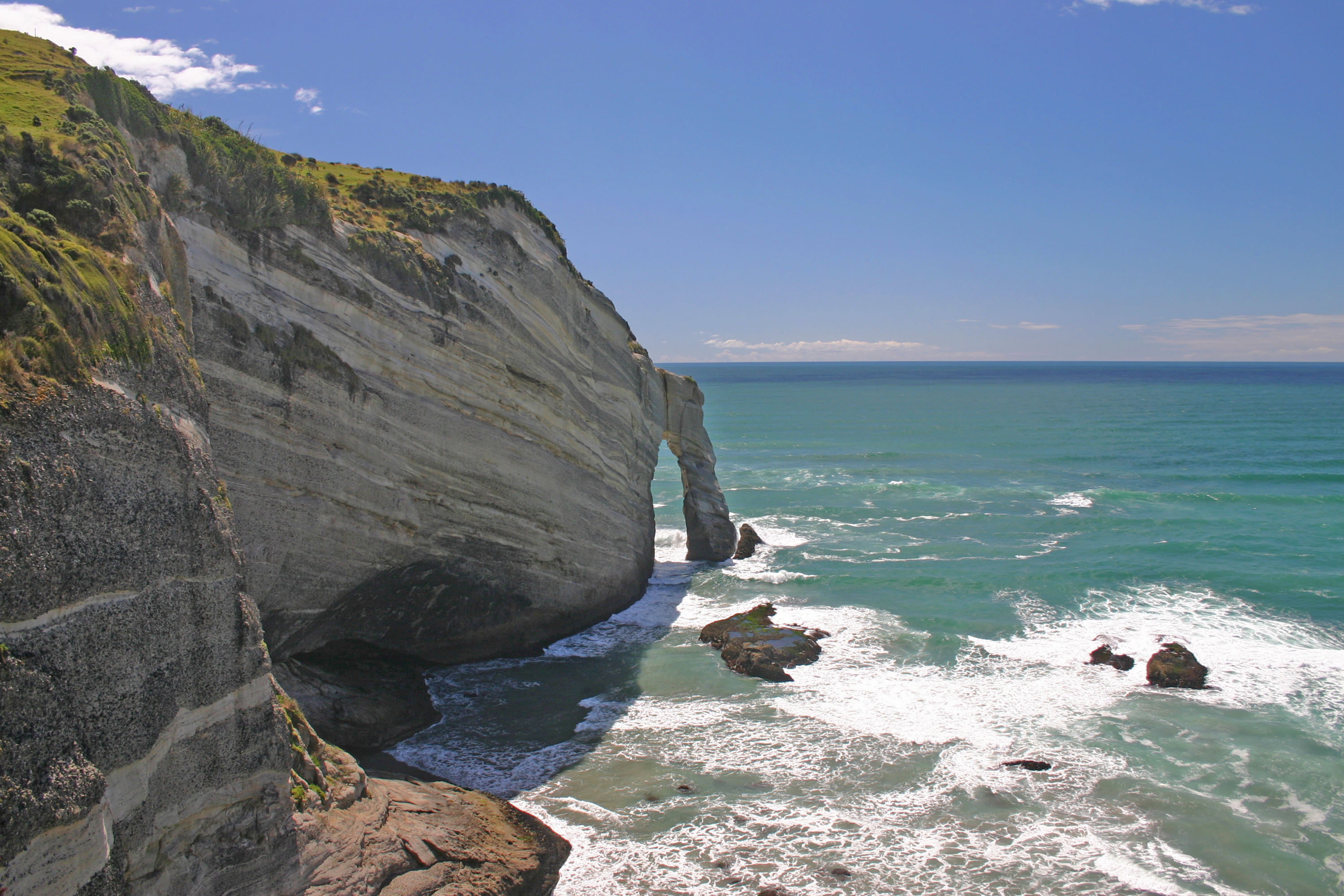
Arco no cabo Farewell.

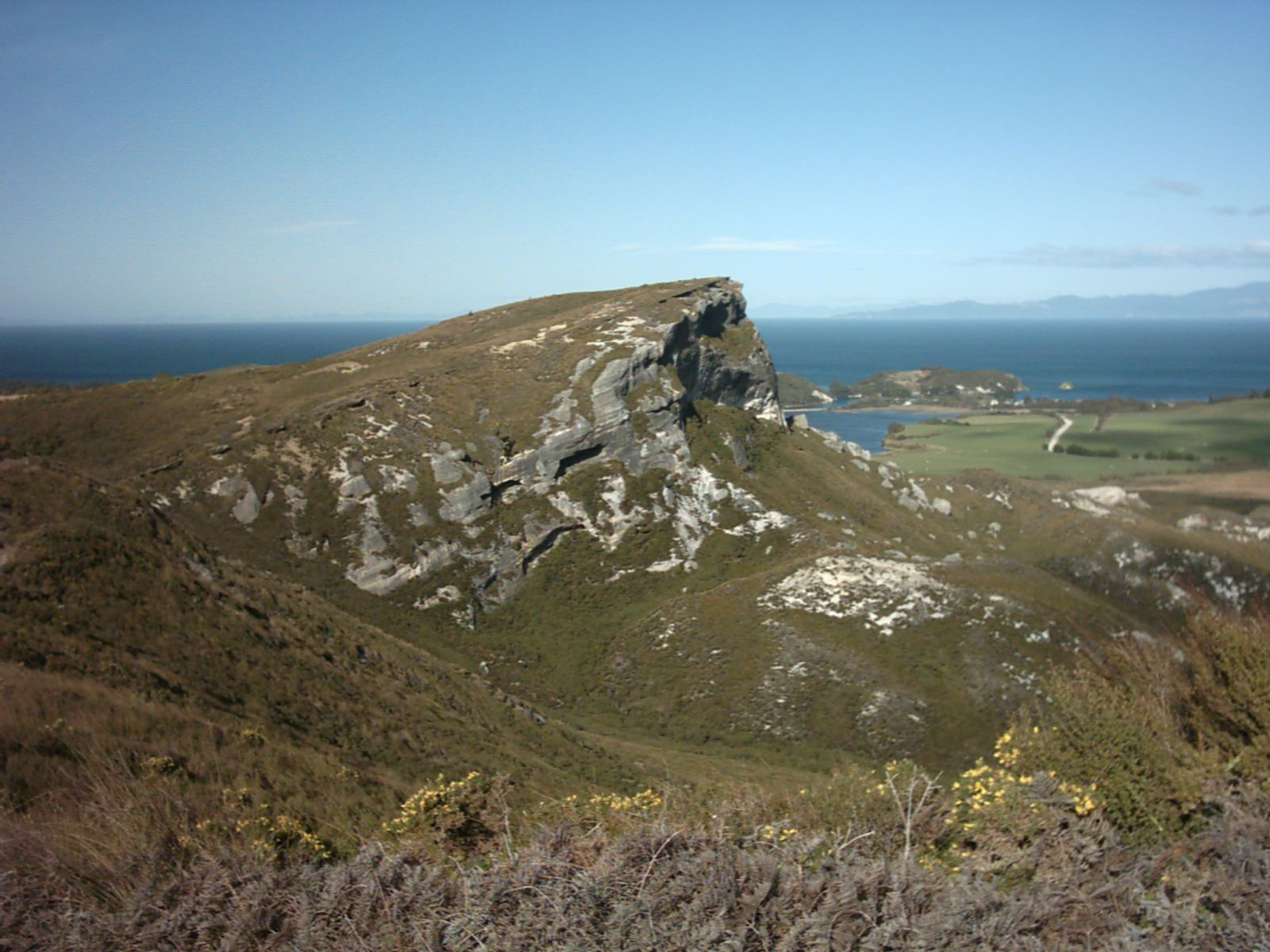
Vista para nordeste do alto das falésias.

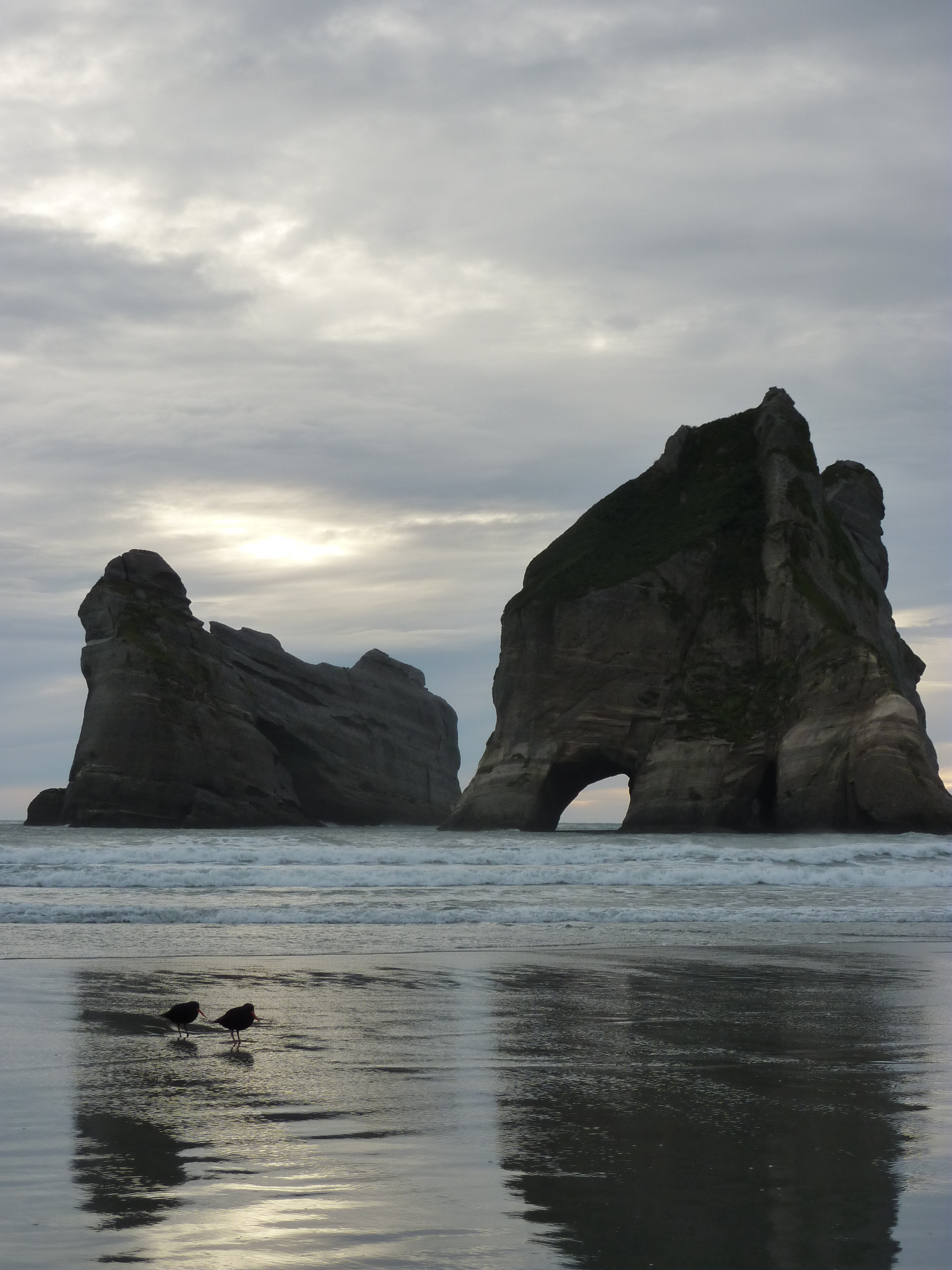
Paisagem do cabo Farewell.